# Pohl (Familienname)
Die Herkunft des Familiennamens Pohl kann aus mehreren Quellen hergeleitet werden:
1. Aus niederdeutschen Namen von Wohnstätten Puhl oder englisch pool bzw. hochdeutsch Pfuhl. Diejenigen also, die in solchen Wohnstätten (mit Wasser gefüllten Vertiefungen) wohnten.
2. die mit Polen Handel getrieben haben oder von dort kamen.
3. Aus einer Gemeinde namens Pohl kommend.
4. Variante des Vornamens Paul.
5. Aus dem slawischen Wort „polje“ für Feld, Acker. Der Familienname „Pohle“ ist besonders in Mitteldeutschland häufig, das während der Ostkolonialisation von Deutschen besiedelt wurde, wo sie sich mit den sorbisch-slawischen Stämmen vermischten.

## Namensträger

### A
- Adolf Pohl (Bildhauer) (1872–1930), österreichischer Bildhauer und Kunstgewerbler
- Adolf Pohl (Theologe) (1927–2018), deutscher Theologe
- Albert Pohl (1909–2004), österreichischer Maler
- Alex Pohl (* 1977), deutscher Schriftsteller
- Alexander Pohl (* um 1965), deutscher Betriebswirt und Hochschullehrer
- Alfred Pohl (Altorientalist) (1890–1961), deutscher Jesuit und Altorientalist
- Alfred Pohl (1928–2019), deutscher Grafiker
- Ana Catalina Pohl (* 2005), deutsche Taekwondoin
- André Pohl (* 1956), deutscher Schauspieler
- Andreas Pohl (* 1964), deutscher Unternehmer
- Anja Pohl (* 1967), deutsche Filmeditorin
- Anke Pohl (* 1979/1980), deutsche Mathematikerin und Hochschullehrerin
- Anna-Lena Best-Pohl (* 1990), deutsche Triathletin
- Anton Pohl (Maler, um 1859) (um 1859–?), deutscher Maler
- Anton Pohl (Genossenschafter) (1870–1939), österreichischer Konsumgenossenschafter
- Anton Pohl (Maler, 1876) (1876–1942), niederländischer Maler
- Anton Pohl (Soldat) (1889–1982), österreichischer Berufssoldat
- Anton Pohl (Eishockeyspieler) (* 1944), deutscher Eishockeyspieler
- Arthur Pohl (1900–1970), deutscher Regisseur und Drehbuchautor
- Arthur Pohl (Politiker) (1898–1967), deutscher Politiker (DP), MdBB
- Artur Pohl (Numismatiker) (1899–1981), ungarischer Chemiker und Münzkundler
- August Pohl (1877–1941), deutscher Drucker und Verleger

### B
- Babette Pohl (* 1971), deutsche Juristin und Richterin am Bundesgerichtshof
- Bernd von Münchow-Pohl (* 1955), deutscher Diplomat
- Bernhard Pohl (Klavierbauer) (1811–nach 1863), deutscher Klavierbauer
- Bernhard Pohl (* 1964), deutscher Politiker
- Bertram Pohl (1871–nach 1932), deutscher Politiker (VRP), MdL Preußen
- Birgit Pohl (1954–2022), deutsche Behindertensportlerin

### C
- Carl Ferdinand Pohl (1819–1887), deutscher Archivar und Musikhistoriker
- Carolin Pohl (* 1978), deutsche Schauspielerin
- Carsten Pohl (* 1965), deutscher Basketballtrainer
- Caspar Gottlob Pohl (vor 1720 – nach 1765), deutscher Philologe
- Charly Pohl (1897/1898–nach 1960), deutscher Fußballspieler und -trainer
- Chris Pohl (* 1972), deutscher Musiker
- Christian A. Pohl (* 1975), deutscher Pianist und Hochschullehrer
- Christina Pohl (* 1965), deutsche Journalistin
- Christoph Pohl (* 1976), deutscher Sänger (Bariton)
- Claudia Quaiser-Pohl (* 1965), deutsche Psychologin
- Claus Pohl (* 1932), deutscher Gold- und Silberschmiedemeister
- Cornelia Pohl, deutsche Fußballspielerin

### D
- Dan Pohl (* 1955), US-amerikanischer Golfsportler
- Dennis Pohl (* 1986), deutscher Radrennfahrer
- Dieter Pohl (Werkstoffwissenschaftler) (* 1929) deutscher Werkstoffwissenschaftler
- Dieter Pohl (Heimatforscher) (1934–2020), deutscher Ingenieur und Heimatforscher
- Dieter Pohl (Physiker) (* 1938), deutscher Physiker und Hochschullehrer
- Dieter Pohl (Historiker) (* 1964), deutscher Historiker
- Dietmar Pohl (Fußballspieler) (* 1943), deutscher Fußballspieler
- Dietmar Pohl (Radsportler) (* 1957), deutscher Radsportler
- Dietrich Pohl (* 1959), deutscher Diplomat

### E
- Eberhard Pohl (* 1953), deutscher Diplomat
- Eldor Pohl (1857–1935), deutscher Politiker (DDP), Oberbürgermeister von Tilsit
- Emil Pohl (1824–1901), deutscher Schriftsteller, Theaterschauspieler und -direktor
- Emitis Pohl (* 1973), deutsch-iranische Unternehmerin, Autorin und TV-Darstellerin
- Erich Pohl (Fußballspieler) (1894–1948), deutscher Fußballspieler
- Erich Pohl (Fotograf) (1904–1968), deutscher Fotograf
- Erich Pohl (Politiker) (1917–2002), deutscher Internist, Ärztefunktionär und Politiker (CDU)
- Erik Pohl-Cammin (1911–1993), deutscher Maler
- Erika Pohl-Ströher (1919–2016), deutsch-schweizerische Chemikerin, Biologin und Unternehmerin
- Ernst Pohl (Medizintechniker) (1876–1962), deutscher Unternehmer und Erfinder
- Ernst Pohl (Fußballspieler) (1932–1995), polnischer Fußballspieler
- Erwin Pohl (Maler, 1896) (1896–1977), Schweizer Maler
- Erwin Pohl (1914–2013), deutscher Glaskünstler
- Eugenia Pohl (1923–2003), deutsche Aufseherin im Jugendverwahrlager Litzmannstadt
- Eva Pohl (* 1937), deutsche Politikerin (FDP)

### F
- Ferry Pohl (1911–nach 1941), nationalsozialistischer Funktionär
- Franz Pohl (Glasmacher, 1788) (1788–1856), böhmischer Glas- und Petschaftschneider
- Franz Pohl (Glasmacher, 1813) (Franz Seraphicus Aloysius Pohl; 1813–1884), böhmischer Glaskünstler, Gründer und Direktor der Gräflich Schaffgotsch’schen Josephinenhütte in Schreiberhau
- Franz Pohl, Pseudonym von Franz Karl Bühler (1864–1940), deutscher Kunstschmied und Maler, ermordet im Zuge der Kranken-Tötungs-Aktion T4
- Franz Pohl (Botaniker) (1896–1988), deutscher Botaniker und Hochschullehrer
- Frederik Pohl (1919–2013), US-amerikanischer Autor
- Friedrich Pohl (Agrarwissenschaftler) (1768–1850), deutscher Agrarwissenschaftler
- Friedrich Pohl (Tänzer) (1828–1877), deutscher Tänzer
- Friedrich Pohl (Admiral) (1868–1950), deutscher Konteradmiral
- Friedrich Pohl (Bildhauer) (* 1957), deutscher Bildhauer
- Friedrich Pohl (Biologe) (* 1963), deutscher Biologe und Bienenkundler
- Friedrich Gustav Pohl (1799–1863), deutscher Mediziner
- Friedrich-Wilhelm Pohl (* 1951), deutscher Redakteur und Sachbuchautor
- Fritz Pohl (1939–1994), deutscher Molekularbiologe und Hochschullehrer

### G
- Georg Pohl (1805–1868), deutscher Rechtsanwalt und Abgeordneter
- Georg Friedrich Pohl (1788–1849), deutscher Naturwissenschaftler und Naturphilosoph
- George Gustav Pohl, deutscher Apotheker
- Gerd Pohl (Sozialwissenschaftler) (* um 1949), deutscher Sozialwissenschaftler und Bankkaufmann
- Gerd J. Pohl (Gerd-Josef Pohl; * 1970), deutscher Puppen- und Schauspieler
- Gerhard Pohl (1937–2012), deutscher Politiker (CDU)
- Gerhart Pohl (1902–1966), deutscher Schriftsteller und Lektor
- Göran Pohl (* 1963), deutscher Bauingenieur und Architekt
- Günter Pohl (1938–2019), deutscher Politiker (SPD)
- Günther Pohl (* 1953), deutscher Sportjournalist, Fußballreporter und Autor
- Gunther Pohl (* 1941), deutscher Flötist und Hochschullehrer
- Gustav Pohl (1835–1907), deutscher Kaufmann und Politiker
- Gustav von Pohl (1873–1938), deutscher Wünschelrutengänger und Naturwissenschaftler

### H
- Hannah Pohl (* 1994), deutsche Badmintonspielerin
- Hans Pohl (Historiker) (Hans Hermann Pohl; 1935–2019), deutscher Historiker
- Hans Pohl (Politiker) (* 1939), deutscher Politiker (SPD)
- Hans Georg Pohl (1852–1928), deutscher Jurist und Politiker, MdR
- Hans-Joachim Pohl (Physiker) (* 1931), deutscher Physiker und Politiker, MdV
- Hans-Joachim Pohl (Radsportler) (* 1959), deutscher Radrennfahrer
- Hans-Jürgen Pohl (* 1952), deutscher Fußballspieler
- Hans-Peter Pohl (* 1965), deutscher Nordischer Kombinierer
- Hartmut Pohl (* 1953), deutscher Informatiker und Hochschullehrer
- Heinrich Pohl (Jurist) (1883–1931), deutscher Jurist, Völkerrechtler und Hochschullehrer
- Heinrich Pohl (Jesuit) (1907–1962), österreichischer Jesuit, Naturwissenschaftler und Naturphilosoph
- Heinrich Pohl (Manager) (1919–nach 1990), deutscher Wirtschaftsmanager
- Heinz-Dieter Pohl (* 1942), österreichischer Sprachwissenschaftler und Namenforscher
- Helga Pohl (1921–1963), österreichische Philologin und Schriftstellerin
- Helmut Pohl (1943–2014), deutscher Terrorist der Rote Armee Fraktion
- Helmut Ortwin Pohl (1901–1997), österreichischer SS-Führer und Täter des Holocaust
- Henny Pohl (1873–nach 1902), deutsche Opernsängerin
- Herbert Pohl (Bankdirektor) (1914–nach 1984), deutscher Banker (Deutsch-Asiatische Bank, American Express)
- Herbert Pohl (Fußballspieler) (1916–2010), deutscher Fußballspieler und -trainer
- Herbert Pohl (Polizeioffizier) (* 1933), deutscher Polizeioffizier der Volkspolizei
- Herbert Pohl (General) (* 1940), deutscher Brigadegeneral
- Herbert Pohl (Handballspieler) (* 1956), deutscher Handballspieler
- Hermann Pohl, deutscher Fußballspieler
- Hermann Pohl (Bildhauer) (1917–1998), deutscher Bildhauer
- Hertha Pohl (1889–1954), deutsche Schriftstellerin
- Hildegard Pohl (* um 1959), deutsche Pianistin und Klavierpädagogin
- Holger M. Pohl (1959–2022), deutscher Autor von Phantastik und Kolumnist
- Horst Pohl (Politiker) (1923–2013), deutscher Politiker (SED)
- Horst Pohl (Fußballspieler) (* 1944), deutscher Fußballspieler
- Hugo von Pohl (1855–1916), deutscher Vizeadmiral
- Hugo Pohl (1878–1960), US-amerikanischer Maler

### I
- Ilse Pohl (1907–2010), deutsche Schriftstellerin
- Ines Pohl (* 1967), deutsche Journalistin
- Inge Pohl (Politikerin) (1940–2011), deutsche Politikerin (CDU), Mitglied des Abgeordnetenhauses von Berlin
- Inge C. Pohl (* 1941), österreichische bildende Künstlerin und Kunstpädagogin
- Irmgard Pohl (1902–1986), deutsche Geographin und Hochschullehrerin
- Isabell Pohl (* 1975), deutsche Neonazistin

### J
- Jacques Pohl (Sänger) (1850–nach 1902), österreichischer Sänger (Bass)
- Jacques Pohl (Romanist) (1909–1993), belgischer Sprachwissenschaftler und Politiker
- James L. Pohl, US-amerikanischer Militärrichter
- Jan Pohl (* 1982), deutscher Schauspieler
- Jannik Pohl (* 1996), dänischer Fußballspieler
- Johann Pohl (Agrarwissenschaftler) (1842–1913), österreichischer Agrarwissenschaftler
- Johann Baptist Emanuel Pohl (1782–1834), österreichischer Botaniker
- Johann Christoph Pohl (auch Johann Christian Pohle; 1706–1780), deutscher Mediziner
- Johann Ehrenfried Pohl (1746–1800), deutscher Botaniker und Pathologe
- Johann Wenzel Pohl (1720–1790), tschechischer Grammatiker
- Johanna Pohl-Rüling (1918–2009), österreichische Physikerin
- Johannes Pohl (1904–1960), deutscher Judaist und Bibliothekar
- Johannes Dreyer Pohl (1905–nach 1965), südafrikanischer Botschafter
- John Pohl, deutscher Ringer, siehe Johann Pohl (Ringer)
- John Pohl (Amerikanist) (* 1952), amerikanischer Amerikanist
- John Pohl (Eishockeyspieler) (* 1979), amerikanischer Eishockeyspieler
- Jörg Pohl (* 1979), deutscher Schauspieler
- Josef Pohl (1825–1900), österreichischer Chemiker
- Joseph Pohl (1864–1939), deutscher botanischer Illustrator
- Julia Pohl (* 1969), deutsche Architektin
- Julius Pohl (Geistlicher) (1830–1909), deutscher Geistlicher und Lyriker
- Julius Pohl (1861–1942), deutscher Pharmakologe und Biochemiker
- Julius Pohl (Schauspieler) (1869–1958), österreichischer Schauspieler und Dramaturg
- Jürgen Pohl (Geograph) (1954–2014), deutscher Geograph
- Jürgen Pohl (Parteifunktionär), deutscher Parteifunktionär (SED-PDS)
- Jürgen Pohl (Politiker) (* 1964), deutscher Politiker (AfD)
- Jürgen Pohl (Mediziner) (* 1970), deutscher Mediziner

### K
- Kai Pohl (* 1964), deutscher Dichter
- Kalle Pohl (* 1951), deutscher Musiker und Kabarettist
- Karl Pohl (Landrat) (1873–1944), deutscher Jurist, Politiker (Deutsche Zentrumspartei) und Landrat von Trier
- Karl Pohl (Statiker) (1881–1947), deutscher Ingenieur und Statiker
- Karl Heinrich Pohl (* 1943), deutscher Historiker
- Karl-Heinz Pohl (Sinologe) (* 1945), deutscher Sinologe und Hochschullehrer
- Karl-Heinz Pohl, bekannt als Kalle Pohl (* 1951), deutscher Musiker und Kabarettist
- Käthe Pohl (1892–1938?), deutsche Parteifunktionärin (KPD)
- Kerstin Pohl (* 1967), deutsche Politikdidaktikerin
- Klaus Pohl (Schauspieler) (1883–1958), österreichischer Schauspieler
- Klaus Pohl (Ringer) (* 1941), deutscher Ringer
- Klaus Pohl (Dramatiker) (* 1952), deutscher Schauspieler, Regisseur und Dramatiker
- Klaus Pohl (Informatiker) (* 1960), deutscher Informatiker und Hochschullehrer

### L
- Leon Pohl (* 2000), deutscher Volleyballspieler
- Leonhard Pohl (1929–2014), deutscher Leichtathlet
- Leopoldine Pohl (1924–1996), österreichische Politikerin
- Lothar Pohl (Linguist) (1925–1983), deutscher Linguist und Hochschullehrer
- Lothar Pohl (Handballspieler), deutscher Handballspieler
- Lothar Pohl (Musiker) (1952–2023), deutscher Sänger und Songwriter
- Lucie Pohl (* 1983), deutsche Schauspielerin
- Ludwig Pohl (1932–2020), deutscher Chemiker

### M
- Manfred Pohl (Journalist) (1938–2013), deutscher Fernsehjournalist
- Manfred Pohl (Japanologe) (1943–2015), deutscher Japanologe
- Manfred Pohl (Ökonom) (* 1944), deutscher Historiker und Volkswirt
- Marco Pohl (* 1989), deutscher Futsalnationalspieler
- Margit Pohl (* 1957), österreichische Informatikerin
- Maria Pohl (1816–1883), deutsche konvertierte Dominikanerin in Tirol, Tochter des Breslauer Physikers Georg Friedrich Pohl
- Marie Pohl (* 1979), deutsche Autorin
- Marie Pohl, bekannt als Marijpol (* 1982), deutsche Comiczeichnerin
- Martin Pohl (Bildhauer) († 1608), deutscher Bildhauer
- Martin Pohl (Autor) (1930–2007), deutscher Dichter und Schauspieler
- Martin Pohl (Künstler) (* 1961), italienischer Maler und Künstler
- Martin Pohl (Physiker) (* 1965), deutscher Astrophysiker und Hochschullehrer
- Martin Pohl (Fußballspieler) (* 1981), deutscher Fußballspieler
- Martin Pohl-Hesse (* 1959), deutscher Klarinettist, Saxofonist, Musikpädagoge und Komponist
- Martina Pohl (* 1961), deutsche Chemikerin
- Max von Pohl (1842–1905), deutscher Politiker
- Max Pohl (1855–1935), österreichischer Schauspieler
- Maximilian von Pohl (1893–1951), deutscher General
- Michael Pohl (Kirchenmusiker) (* 1940), deutscher Kirchenmusiker
- Michael Pohl (Metallurg) (* 1943), deutscher Eisenhüttenkundler und Hochschullehrer
- Michael Pohl (Drehbuchautor) (* 1967), deutscher Drehbuchautor und Regisseur
- Michael Pohl (Eishockeyspieler) (* 1968), deutscher Eishockeyspieler
- Michael Pohl (Wirtschaftswissenschaftler), Schweizer Wirtschaftswissenschaftler und Hochschullehrer
- Michael Pohl (Leichtathlet) (* 1989), deutscher Sprinter
- Michal Pohl (* 1990), tschechischer Grasskiläufer
- Monika A. Pohl, deutsche Sach- und Fachbuchautorin, Dozentin und Vortragsrednerin

### N
- Nathalie Pohl (1994), deutsche Extremschwimmerin
- Nils Pohl (* 1980), deutscher Elektroingenieur und Hochschullehrer
- Nina Pohl (* 1968), deutsche Fotografin
- Norbert Pohl (Künstler) (1935–2003), deutscher Grafiker und Holzgestalter
- Norbert Pohl (Badminton) (* 1938), deutscher Badmintonspieler
- Norbert Pohl (Fußballspieler) (* 1959), deutscher Fußballspieler
- Norfried Pohl (1943–2020), deutsch-niederländischer Landschaftsarchitekt
- Oswald Pohl (Künstler) (1887–1959), deutscher Maler, Grafiker, Illustrator, Bühnenbildner und Kunstgewerbelehrer
- Oswald Pohl (1892–1951), deutscher SS-Obergruppenführer, General der Waffen-SS und verurteilter Kriegsverbrecher
- Ottilie Pohl (1867–1943), deutsche Politikerin und Widerstandskämpferin
- Ottmar Pohl (1933–1991), deutscher Politiker
- Otto Pohl (1872–1940), österreichischer Diplomat
- Otto Pohl (Verleger) (1906–1998), deutscher Drucker, Verleger und Stiftungsgründer

### P
- Patrick Pohl (* 1990), deutscher Eishockeyspieler
- Paul Pohl (Geistlicher) (1891–1966), deutscher katholischer Geistlicher und Chronist
- Paul Pohl (Fußballspieler) (1890er Jahre–nach 1951), deutscher Fußballspieler und -trainer
- Peter Pohl (Pharmazeut) (1935–2014), deutscher Pharmazeut und Hochschullehrer
- Peter Pohl (* 1940), schwedischer Schriftsteller und Mathematiker
- Peter Emonts-Pohl (1910–1992), deutscher Lehrer, Heimat- und Mundartschriftsteller
- Petr Pohl (* 1986), tschechischer Eishockeyspieler

### R
- Randolf Pohl (* 1970), deutscher Physiker
- Reimund Pohl (* 1952), deutscher Manager
- Reinfried Pohl (1928–2014), deutscher Finanzkaufmann
- Reinhard Pohl (Wirtschaftswissenschaftler) (1928–2003), deutscher Wirtschaftswissenschaftler
- Reinhard Pohl (Ingenieur) (* vor 1966), deutscher Wasserbauingenieur und Hochschullehrer
- Richard Pohl (1826–1896), deutscher Komponist und Musikschriftsteller
- Richard Pohl (Botaniker, 1910) (1910–1975), deutscher Botaniker und ordentlicher Professor für Pharmakognosie
- Richard Walter Pohl (1916–1993), US-amerikanischer Botaniker und Hochschullehrer
- Robert Pohl (Schriftsteller) (1850–1926), österreichischer Schriftsteller
- Robert Pohl (Heimatforscher) (Hermann Robert Pohl; 1869–1956), deutscher Heimatforscher
- Robert von Pohl (1876–1947), österreichischer General
- Robert Pohl (Maler) (1917–1981), südafrikanischer Maler
- Robert Otto Pohl (1929–2024), deutsch-US-amerikanischer Physiker
- Robert Wichard Pohl (1884–1976), deutscher Physiker
- Rolf Pohl (* 1951), deutscher Soziologe und Sozialpsychologe
- Ronald Pohl (* 1965), österreichischer Theaterkritiker und Schriftsteller
- Rosemarie Pohl-Weber (1926–1990), deutsche Journalistin, Volkskundlerin und Museumsdirektorin
- Rüdiger Pohl (Wirtschaftswissenschaftler) (* 1945), deutscher Wirtschaftswissenschaftler
- Rüdiger Pohl (Musikwissenschaftler) (* 1960), deutscher Musikwissenschaftler
- Rüdiger F. Pohl (* 1954), deutscher Psychologe
- Rudolf Pohl (Pädagoge) (1920–1997), deutscher Erziehungswissenschaftler, Sonderpädagoge und Hochschullehrer
- Rudolf Pohl (1924–2021), deutscher Prälat und Kirchenmusiker

### S
- Sabine Bergmann-Pohl (* 1946), deutsche Politikerin (CDU), Ärztin, MdB, Bundesministerin, Staatssekretärin
- Sebastian Pohl (* 1983), deutscher Street Art Kurator und Künstlerischer Leiter
- Shannon Pohl (* 1980), US-amerikanische Badmintonspielerin
- Siegfried Pohl (1943–1996), deutscher Chemiker
- Sieghard Pohl (1925–1994), deutscher Maler, Grafiker und Publizist
- Sirko Pohl (* 1972), deutscher Fußballspieler
- Sophus Pohl-Laukamp (1931–2008), deutscher Jurist und Politiker (CDU)
- Stefan Pohl (Schwimmer) (* 1978), deutscher Schwimmer
- Stefan Pohl (Schauspieler) (* 1981), österreichischer Schauspieler
- Stefanie Pohl (* 1979), deutsche Fußballspielerin
- Stephanie Pohl (Beachvolleyballspielerin) (* 1978), deutsche Beachvolleyballspielerin
- Stephanie Pohl (Radsportlerin) (* 1987), deutsche Radrennfahrerin

### T
- Theodor Pohl (1862–1932), österreichisch-tschechischer Unternehmer
- Thomas Pohl (1967–2023), deutscher Schauspieler

### U
- Udo Pohl (* 1955), deutscher Physiker und Hochschullehrer
- Uli Pohl (* 1935), deutscher Zero-Künstler
- Ulrich Pohl (Ingenieur) (1911–1986), deutscher Ingenieur und Endurorennfahrer
- Ulrich Pohl (Mediziner) (* 1950), deutscher Physiologe und Hochschullehrer
- Ulrich Pohl (Pfarrer) (* 1961), deutscher Pfarrer und Autor
- Uta Pohl-Patalong (* 1965), deutsche Theologin und Hochschullehrerin
- Uwe Pohl (* 1960), deutscher Fußballspieler

### V
- Viktoria Pohl-Meiser (1858–1936), deutsche Sängerin, Tänzerin, Schauspielerin und Schulleiterin

### W
- Wadsworth E. Pohl (1908–1990), US-amerikanischer Ingenieur und technischer Entwickler
- Walter Pohl (Regisseur) (1912–2002), deutscher Theaterregisseur und -intendant
- Walter Pohl (* 1953), österreichischer Historiker
- Werner Pohl (1909–1981), deutscher Tontechniker
- Wilhelm Pohl (Komponist) (1759–vor 1807), österreichischer Mediziner und Komponist
- Wilhelm Pohl (Bildhauer) (1841–1909), deutscher Bildhauer
- Wilhelm Pohl (Politiker) (1854–1908), österreich-ungarischer Unternehmer und Politiker
- Wilhelm Friedrich Pohl (1828–1892), deutscher Gutsbesitzer und Politiker
- Willi Pohl (Fußballspieler) (1901–1988), deutscher Fußballspieler
- Willi Pohl (Schriftsteller) (* 1944), deutscher Schriftsteller
- Witta Pohl (1937–2011), deutsche Schauspielerin
- Wladimir Iwanowitsch Pohl (1875–1962), deutsch-russischer Komponist, Pianist und Musikpädagoge
- Wolf-Hagen Pohl (* 1939), deutscher Architekt
- Wolfgang Pohl (Beamter) (1897–1962), deutscher Beamter
- Wolfgang Pohl (Architekt) (* 1937), deutscher Architekt
- Wolfgang Pohl (Politiker, 1940) (* 1940), deutscher Politiker (SED)
- Wolfgang Pohl (Künstler) (* 1943), deutscher bildender Künstler
- Wolfgang Pohl (Journalist) (* 1944), deutscher Journalist und Chefredakteur
- Wolfgang Pohl (Politiker, 1953) (* 1953), deutscher Politiker (SPD), Oberbürgermeister von Frankfurt
- Wolfgang Pohl (Fußballspieler) (* 1954), deutscher Fußballspieler
- Wolfgang Pohl (Mediziner) (* 1955), österreichischer Lungenfacharzt
- Wolfgang Pohl (Rennfahrer), deutscher Automobilrennfahrer